# Clytie gentilitia
Clytie gentilitia är en fjärilsart som beskrevs av Herrich-Schäffer 1845. Clytie gentilitia ingår i släktet Clytie och familjen nattflyn. Inga underarter finns listade i Catalogue of Life.